# Oczy złożone

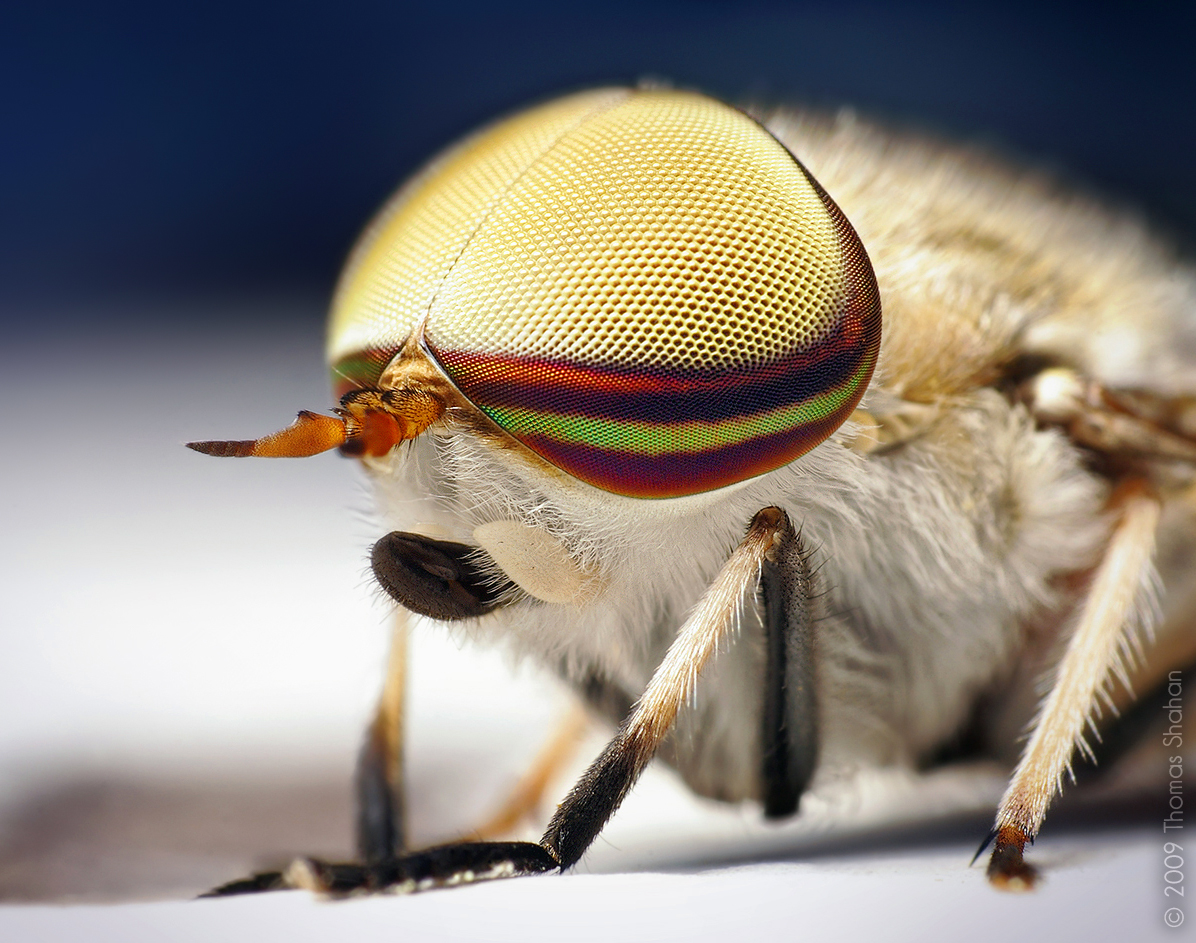
Oczy złożone muchówki Tabanus lineola

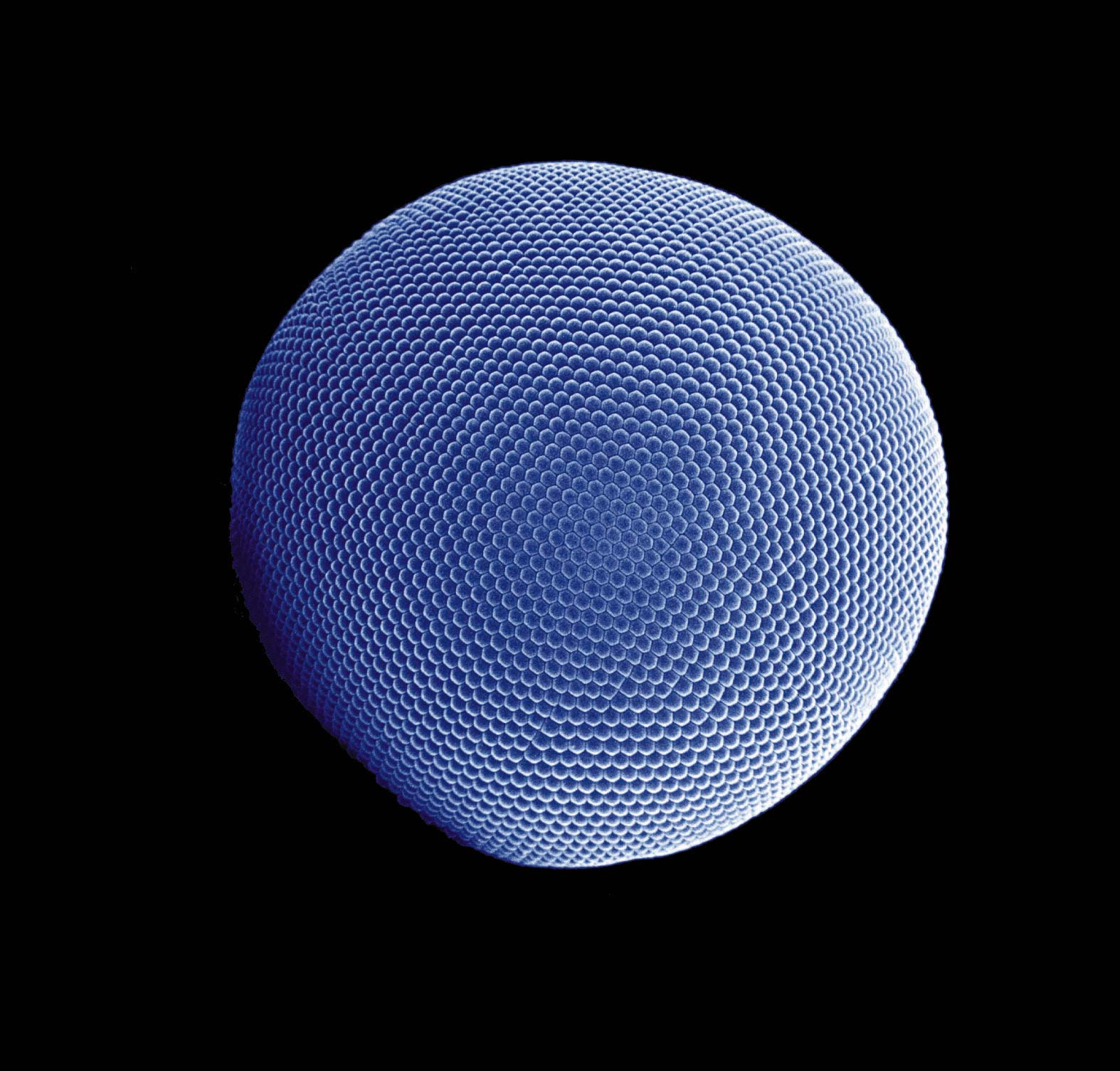
Oko złożone kryla antarktycznego. Obraz z mikroskopu elektronowego.

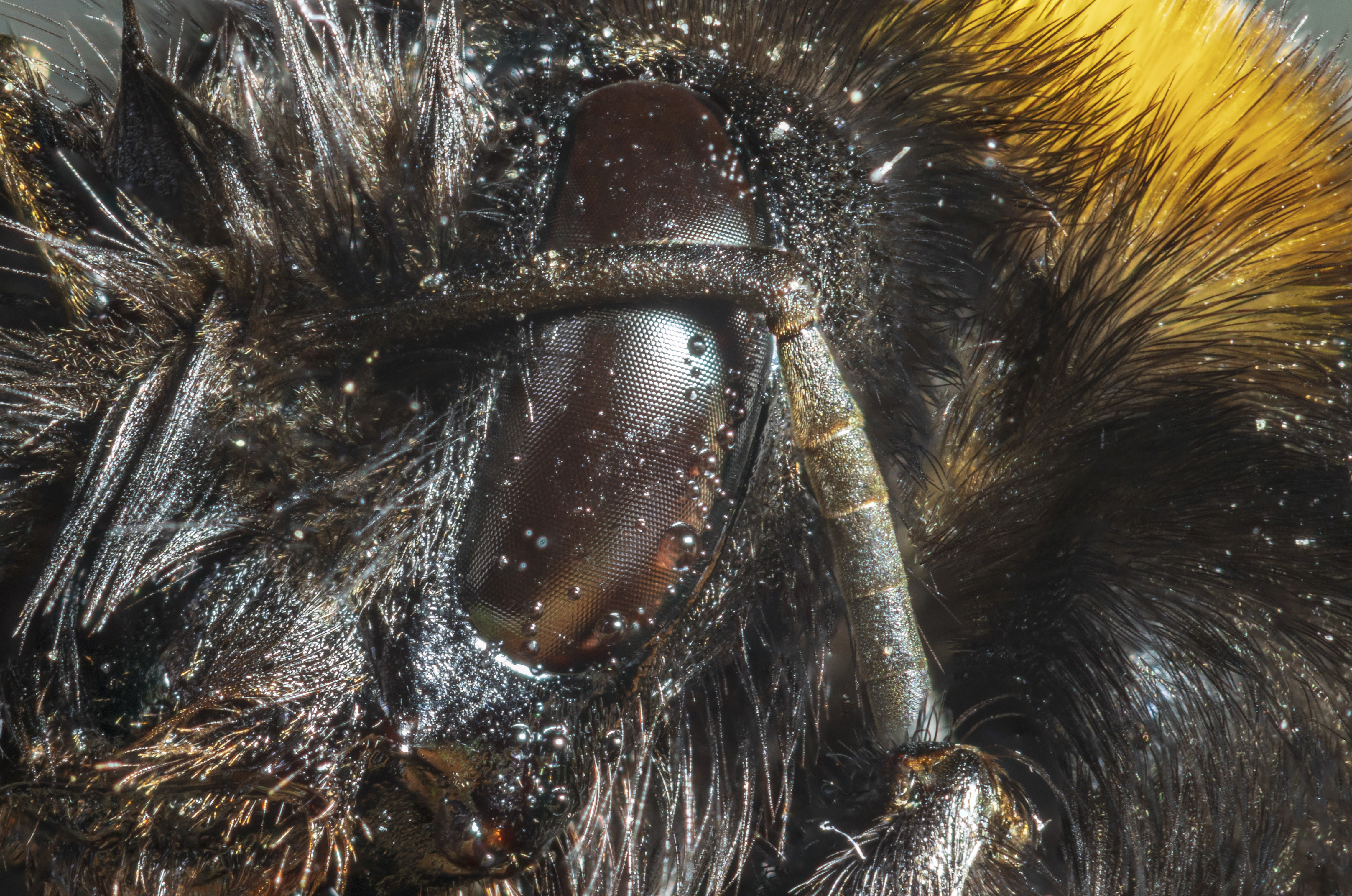
Oko złożone trzmiela.

Oczy złożone, oczy mozaikowe, oczy fasetkowe (l.poj. oko złożone – łac. oculus compositus) – rodzaj oczu występujący u owadów, wijów i niektórych skorupiaków. Składają się z ułożonych w charakterystyczny wzór mozaikowy omatidiów (zwanych oczkami prostymi lub fasetkami), z których każdy posiada własną rogówkę, aparat dioptryczny, komórki barwnikowe i receptory i odbiera tylko wąski wycinek pola widzenia. Daje to obraz mozaikowy, który zostaje przetworzony w układzie nerwowym. Oko złożone dostrzega intensywność światła i jego zmiany, ale nie umożliwia ostrego widzenia kształtów. Pole widzenia oczu złożonych jest bardzo szerokie i może dochodzić nawet do 360° (u drapieżnych owadów). Oczy stawonogów dają im możliwość dostrzegania szerszej gamy barw, np. pszczoły widzą ultrafiolet, a także rozróżniają polaryzację światła. Ułatwia im to orientację przy pochmurnym niebie.
Istnieją 2 typy oczu złożonych:
- oczy apozycyjne – występują u owadów dziennych. Każde z omatidiów jest otoczone komórkami barwnikowymi, które pochłaniają większość promieni świetlnych, a przepuszczają do soczewki tylko prostopadłe.
- oczy superpozycyjne – występują u owadów nocnych i wielu skorupiaków. Mają mniej omatidiów niż oczy apozycyjne, a ponadto izolacja optyczna między nimi jest wyraźnie mniejsza. Obraz przekazywany przez oczy superpozycyjne jest jaśniejszy od obrazu przekazywanego przez oczy apozycyjne, ale mniej ostry.